# Calvin Palmer
Calvin Palmer (Skegness, 21 de octubre de 1940 - Brighton, 12 de marzo de 2014) fue un futbolista británico que jugaba en la demarcación de centrocampista.

## Biografía
Hizo su debut como futbolista en 1958 con el Nottingham Forest FC. Un año tras su debut ganó la FA Cup con el equipo. Jugó durante cinco temporadas, en las que marcó un total de 14 goles en 101 partidos. En 1963 se fue traspasado al Stoke City FC por otras cuatro temporadas, donde jugó 196 partidos. En 1967 fue fichado por el Sunderland AFC para los tres años siguientes. Tras hacer un breve paso por el Cape Town City FC y por el Hellenic FC en Sudáfrica, con el que ganó la National Football League; volvió al Reino Unido para jugar en el Crewe Alexandra Football Club. En 1972 el Hereford United se hizo con sus servicios hasta que finalizó la temporada, en la cual se retiró como futbolista. Tras su retiro, Palmer volvió a Sudáfrica como entrenador del Durban United FC y del Berea Park FC.
Falleció el 12 de marzo de 2014 en Brighton a los 73 años de edad.

## Clubes

### Como futbolista
| Club                 | País       | Año       | Partidos | Goles |
| -------------------- | ---------- | --------- | -------- | ----- |
| Nottingham Forest FC | Inglaterra | 1958-1963 | 101      | 14    |
| Stoke City FC        | Inglaterra | 1963-1967 | 196      | 27    |
| Sunderland AFC       | Inglaterra | 1967-1970 | 43       | 5     |
| Cape Town City FC    | Sudáfrica  | 1970-1971 | ¿?       | ¿?    |
| Hellenic FC          | Sudáfrica  | 1971      | ¿?       | ¿?    |
| Crewe Alexandra FC   | Inglaterra | 1971-1972 | 3        | 0     |
| Hereford United      | Inglaterra | 1972      | ¿?       | ¿?    |

### Como entrenador
| Club             | País      | Año       |
| ---------------- | --------- | --------- |
| Durban United FC | Sudáfrica | 1972-1973 |
| Berea Park FC    | Sudáfrica | 1973-1975 |

## Palmarés

### Campeonatos nacionales
| Título                   | Club                 | País       | Año  |
| ------------------------ | -------------------- | ---------- | ---- |
| FA Cup                   | Nottingham Forest FC | Inglaterra | 1959 |
| National Football League | Hellenic FC          | Sudáfrica  | 1971 |